# 月俣幸三
月俣 幸三（つきまた こうぞう）は、元KBC九州朝日放送アナウンサー。

## 人物・履歴
福岡県立小倉高等学校・日本大学を卒業後、1982年 KBCに入社。入社後は、スポーツアナウンサーとして長く活躍した。特に、テレビ朝日系が担当していた『大相撲ダイジェスト』では、九州場所担当として取材・力士インタビュー・番組出演を担当し、全国に顔を知られていた（後任は草柳悟堂）。
その後、KBC恒例の全社的異動によりアナウンス現場を離れ、番組制作、ラジオ営業部長などを歴任したが、2007年4月、管理専門ながらアナウンス部長となり、久々のアナウンス部復帰となった。
2009年6月11日の福岡ソフトバンクホークス対東京ヤクルトスワローズのセ・パ交流戦（ヤフードーム）で久しぶりに実況を担当した。その後KBCを退職。

## 過去の担当番組
- 大相撲ダイジェスト（九州場所担当）などスポーツ中継